# Midsummer Snowballs
Die Midsummer Snowballs (dt. „Sommerschnee[bälle]“) ist ein Land-Art-Projekt des britischen Künstlers Andy Goldsworthy. Er hatte die Absicht, Schneebälle am Ende des 20. Jahrhunderts zu formen, sie einzufrieren und schmelzen zu lassen, sodass sie ihren Inhalt im 21. Jahrhundert freigaben. Im Juni des Jahres 2000 platzierte er demzufolge 13 überdimensional große Schneebälle in der Londoner Innenstadt. Das irritierende, überraschende Bild sollte die alltägliche Routine der Passanten mit seinem Paradoxon des Schnees im Sommer unterbrechen. Über ihre abstrakte, skulpturale Wirkung hinaus floss vor allem die Zeit als gestalterischer Aspekt in das Werk mit ein. Parallel wurde ein vierzehnter Schneeball in dem Londoner Museum Curve Gallery ausgestellt.

## Goldsworthys vorherige Projekte mit Schnee
Während seines Studiums an der Preston Polytechnic im Jahr 1975 bis 1978 formte Goldsworthy im Januar 1977 seinen ersten großen Schneeball mit knapp einem Meter Durchmesser in den Wäldern nahe Leeds, Yorkshire. Goldsworthy rollte den Ball, eine mäandernde Linie bildend, durch den Wald. Dadurch entstand eine dunkle Spur, deren Farbe der Waldboden definierte, sie stand im Kontrast zur weißen Farbe des verschneiten Bodens und vor allem dem weißen Schneeball, der ebendiese dunkle Spur hinterließ. Goldsworthy sah ein weiteres Paradoxon in dem sphärischen Schneeball und dem Hinterlassen einer ebenen Linie. Dies lenke die Aufmerksamkeit des Betrachters auf seine Konstruktion.
"Goldsworthy preserves these private oblations in exquisite photographs, he is one of the very few of the recent artists in the landscape to make a virtue of fine photography. While most others feel that photographic refinement obscures the true, non-photographic content of their work, Goldsworthy rightly finds it necessary for conveying the immaculacy of his efforts." (dt.: „Goldsworthy verewigt die Szene in hochwertigen Fotografien, er ist einer unter wenigen der Land Art Künstler, der darauf Wert legt. Während viele die fotografische Raffinesse für eine Verdeckung des Inhalts ihres Werkes halten, hält Goldsworthy es für notwendig, die Vollkommenheit seiner Arbeit zu vermitteln.“)
Im Februar 1979, kurz nach Beendigung seines Studiums, baute Goldsworthy einen weiteren einen Meter hohen Schneeball und bedeckte ihn mit schwarzem Torfboden eines naheliegenden Waldes. Er platzierte ihn in der Mitte eines gefrorenen Sees, das erzeugte die Illusion eines schwarzen Vakuums, welches in einem weißen Vakuum lag, insbesondere, da Goldsworthy auf der gefrorenen Oberfläche keine Fußabdrücke hinterließ. Es sollte den Eindruck eines ohne menschliches Zutun entstandenen Gebildes erwecken, was allerdings dem logischen Schluss, dass es von irgendjemandem gemacht worden sein musste, diametral entgegenstand. Dieses Projekt war ausschlaggebend für die Installation der Midsummer Snowballs.
Bei Goldsworthys Arbeit in Clapham im März 1979 integrierte er andere Materialien der Natur: Er brachte einen Schneeball an den Ästen eines Baumes an, sodass diese aus einer weißen Sphäre zu wachsen schienen. Einen zweiten Schneeball färbte er grün, indem er die Oberfläche mit zermahlenen Blättern einrieb. Das zunehmende Interesse, seine Werke in eine andere Umgebung zu versetzen, setzte er im Mai 1981 um. Goldsworthy brachte den letzten verbliebenen Schnee in Form eines Schneeballs an einen Ort, wo der Schnee bereits geschmolzen war. Er dokumentierte den Schmelzprozess durch Fotografien, der Prozess wurde jedoch abrupt durch einen Passanten unterbrochen, der den Ball in einen naheliegenden Fluss stieß. Der Schneeball harmonierte nicht mit seiner Umgebung, das entsprach dem Grund seiner Entstehung, aber auch dem Grund seiner Vernichtung.
Die Idee, den Schneeball seinem saisonalen Kontext zu entreißen, kam dem Künstler im Winter 1981/1982: Er bewahrte einen mäßig großen Schneeball in der Gefriertruhe seiner Mutter auf zwecks einer Ausstellung differenzierter Kunstformen in den Italianate Gardens im Tatton Park in Cheshire im Sommer 1982. Dort exponierte Goldsworthy seinen Schneeball unter dem Thema Sculpture for a Garden.
In der Coracle Press Gallery stellte Goldsworthy im April 1985 einen Narzissen beinhaltenden Schneeball aus. Direkt auf dem Holzboden platziert, dauerte der Schmelzprozess drei Tage. Er hinterließ lediglich eine Wasserlache mitsamt den Überresten der Blumen, deren Anordnung weder konzipiert noch geordnet war. Diese Idee, Materialien in den Schneeball zu integrieren, verfolgte er in den darauf folgenden Projekten.

## Schneeball-Zeichnungen
Im Zeitraum vom 22. März 1989 bis zum 20. April 1989 erkundete Goldsworthy den Schnee des Grise Fiords der Kanadischen Arktis. Während dieser Expedition entdeckte er verschiedene Arten von Schnee: klebrigen, puderigen, eisigen Schnee sowie „kalten“ Schnee, welcher für Goldsworthy Arbeiten ideal war. Each type of snow that i use is a concentration of the weather that has formed it. (dt.: „Jegliche Art von Schnee, die ich verwende, repräsentiert das Wetter, das ihn hervorgebracht hat, in konzentrierter Form.“) Während Goldsworthy Einheimische bei einem Jagdausflug begleitete, erlegten diese eine Seerobbe, deren Blut den Schnee tränkte. Den nun roten Schnee integrierte der Künstler in einen Schneeball und ließ diesen auf einem Blatt Papier schmelzen. Sein gleichzeitig während des Schmelzvorganges spiralförmiges Rollen bewirkte eine Spirale aus Blut auf dem Papier. Das Schmelzwasser des Schneeballs durchtränkte das Papier, damit beeinflusst dieses durch entstehende Wölbungen aktiv das Ergebnis. Die Schneeball-Zeichnungen, Goldsworthy selbst betitelt sie ebenfalls als ''landscape painting'' (dt.: „Landschaftsbilder“), wurden erstmals 1998 in der Fruitmarket Gallery in Edinburgh ausgestellt.

## „Midsummer Snowballs“
1998 begann Goldsworthy mit der Planung eines ausgefallenen Projekts. Er wollte exorbitante Schneebälle mit Samen und anderer organischer Materie in einer urbanen Umgebung zur Jahrtausendwende platzieren. Dafür studierte er vorerst die Innenstadt Chicagos, um mögliche Orte für die Platzierung der Schneebälle mit einer möglichst ausgefallenen Wirkung zu finden. Als Ausstellungsort ergab sich das Barbican Centre Londons. Die Art ihrer Observierung und vor allem die Beobachtung ihrer Veränderung waren für ihn von Interesse. Dieses Vorhaben ging mit einem Vertrauen gegenüber den Londonern einher, sollten sie die Schneebälle zeitnah demolieren, wäre besagter Aspekt verhindert worden. Andererseits waren die Vulnerabilität und Konfrontation Bestandteil der Arbeit.

### Konstruktion
Insgesamt sollten 14 Schneebälle im Winter 1999/2000 für das Projekt konstruiert, aufgrund der Größe und des Gewichts jedoch nicht gerollt werden. Die ersten sieben der Schneebälle wurden in Schottland in Dumfriesshire und nahe Blairgowrie mitsamt ihrer Inhalte geformt. Während des Schmelzens des Schnees traten die verborgenen Materialien allmählich zutage und verblieben letztlich als Spuren der Zeit auf dem Boden. So offenbarte jeder Schneeball sein eigenes Thema, so wie er sein eigenes Muster hinterließ. Die aufzuwendende Zeit zur Konstruktion eines einzelnen Schneeballs lag zwischen drei und sechs Stunden. Sie war abhängig von der Konsistenz des Schnees: Feuchter Schnee ermöglicht eine schnelle, aber auch vorsichtige Arbeitsweise, da er einerseits gut formbar ist, andererseits vergleichsweise schnell schmilzt. Aus diesem Grund war die Zeitspanne für den Transport zum Kühllager stark limitiert. Puderiger Schnee ist zu kalt, sodass er nicht haftet und auf einen Anstieg der Temperaturen gewartet werden muss. Goldsworthys Lösung für dieses Problem bestand darin, Wasser auf den Schnee zu sprühen. Nach der Konstruktion folgte ein Transport mittels Lastkraftwagen in ein Kühlhaus in Dumfries. Die anderen sieben Schneebälle wurden mit der gleichen Methode, jedoch in Perthshire im Dezember 1999, geschaffen und eingelagert. Jeder einzelne hatte einen Durchmesser von ca. 1,5 Metern und ein Gewicht von ein bis zwei Tonnen. Die Art der Schichtung der Materialien innerhalb des Schneeballs beeinflusste, wie sie mit der Zeit sichtbar wurden. In diesem Sinne konstruierte Goldsworthy neben dem Schneeball zusätzlich seine Veränderung im Verlauf der Zeit und die Illusion aus dem Schneeball herauswachsender Materialien. Die Dauer der Existenz und die Art des Schmelzens standen in Relation zu den Wetterkonditionen, da sich Regen, Temperaturunterschiede oder Sonne unterschiedlich auf den Schnee auswirkten.

### Platzierung
Sattelzüge transportierten die 14 Schneekugeln in der Nacht vom 20. auf den 21. Juni 2000 in das Barbican Centre London. Die jeweils 20 bis 30 Minuten dauernde Installation sollte um Mitternacht beginnen und um sechs Uhr morgens abgeschlossen sein, damit kein Anzeichen des hohen Aufwands und der Art der Installation aufzufinden wäre. Das abstrakte Erscheinungsbild gab keine Auskunft über seine Entstehung. Die Schneebälle genossen ein tonloses und dennoch subversives Gegenwärtigsein. Sie wurden an verschiedenste Orte des Barbican Centre direkt auf der Straße oder Bürgersteigen platziert, diverse in Höfen, hinter Zäunen oder Toren. Oftmals verwies der Inhalt auf seine Umgebung, so war beispielsweise ein mit roten Haaren von Kühen des Hochlands gefüllter Schneeball in der Nähe des Smithfield-Fleischmarkts zu finden. Drei weitere mit Eschensamen, Rosskastanien und Zapfen der schottischen Kiefer (engl. scots pine cones) wurden auf den Bürgersteigen der Silkstreet am Eingang des Barbican Centres platziert, zwei mit Holunderbeeren und Buchenzweigen am Bahnhof Moorgate sowie ein mit Kreide gefüllter Schneeball auf dem Friedhof nahe der Bunhill Fields. Ein Schafwolle und Krähenfedern beinhaltendes Paar befand sich auf dem Charterhouse Square. Ein mit Stacheldraht versehener Schneeball wurde zur Sicherheit der Passanten hinter einem geschlossenen Tor in der St. John Street ausgestellt. Im Garten eines alten Ladens in der Lindsey Street befand sich ein Schneeball mit verrosteten Teilen von Werkzeugen und landwirtschaftlichen Maschinen. An der Kreuzung der Long Lane und der Lindsey Street wurde ein mit Gerste gefüllter Schneeball platziert. In einen Schneeball vor der Londoner Mauer hatte Goldsworthy Kieselsteine aus dem Fluss Scaur Water in Schottland eingearbeitet. Der Inhalt sollte die Londoner an die Herkunft ihrer Lebensmittel erinnern, die aus landwirtschaftlicher Produktion in ihrer Umgebung stammen. (Die Bevölkerung ist sowohl gegenwärtig als auch zukünftig davon abhängig, was außerhalb der Stadtgrenzen liegt.) Der vierzehnte Schneeball wurde am 31. August 2000, dem Eröffnungstag von Goldsworthys Ausstellung Time,  in der Curve Gallery im Barbican Centre exponiert, wo er direkt auf dem Fußboden der Galerie schmolz. Er war gefüllt mit zu Pulver verarbeitetem roten Stein eines Flusses in der Nähe von Goldsworthys Heimat.

“I have worked with this red all over the world – in Japan, Calfornia, France, Britain, Australia – a vein running around the earth. It has taught me about the flow, energy and life that connects one place with another. The reason why the stone is red is its iron content, which is also why our blood is red.”

„Mit der Farbe Rot habe ich weltweit gearbeitet – Japan, Kalifornien, Frankreich, Britannien, Australien – eine Vene, die durch die ganze Welt verläuft. Sie hat mich über den Energiefluss und das Leben gelehrt, das zwei Orte miteinander verbindet. Der Grund für die rote Färbung des Steins ist sein Eisengehalt, der zudem der Grund für die rote Färbung unseres Bluts ist.“

Der rote Stein ist für Goldsworthy mitunter das wichtigste Material, weshalb er es für das Herzstück dieses Werkes, das Exponat im Museum, wählte.

### Wirkung/Reaktionen
Am Morgen des 21. Juni 2000, einem Hochsommertag, bot sich Londons Bewohnern demnach ein ungewöhnlicher Anblick, welcher die Passanten, wie von Goldsworthy erhofft, zum Stehenbleiben veranlasste. Sie rätselten über die Herkunft oder den Zweck der Schneebälle. Das Interesse an dem Projekt wuchs, ebenso wie die Menge der Interaktionen der Menschen mit den Schneebällen. Der Morgen des 21. Juni 2000 war ein typisch englischer Sommermorgen, kühl und bewölkt. Die niedrige Temperatur bedeutete einen längeren Schmelzprozess, sofern keine physikalischen Kräfte auf die Schneebälle einwirken sollten. Die tatsächlichen Gegenspieler der Schneebälle waren jedoch milde Temperaturen oder Regen. Im Verlauf des Tages blieb es bedeckt, aber überwiegend trocken.
Der größte und relevanteste Einfluss auf die fertigen Werke belief sich nach Goldsworthy auf die Anwesenheit beziehungsweise das Einwirken der Öffentlichkeit. Oftmals wurden die Schneebälle verschoben, verändert oder zerstört. Die Reaktionen der Bewohner Londons waren ein integraler Bestandteil des Kunstwerkes. Weitere Einflüsse waren die Wetterkonditionen als auch die Vergänglichkeit der gewählten Materialien. Von ihnen hing die Dauer des Bestehens ab, im Falle der Midsummer Snowballs war vor allem das Wetter ein elementarer Faktor, da der niedrige Temperaturen benötigende Schneeball einer hochsommerlichen Wärme ausgesetzt wird. Mit dem Schmelzprozess änderte sich konstant das Erscheinungsbild der einzelnen Schneebälle, brachte damit kursorisch seinen eingeschlossenen Inhalt hervor, und resultierte letztlich in einem absehbaren, unausweichlichen Ende, definiert als vollständiges Schmelzen des Schneeballs. Somit sind die Midsummer Snowballs eher ein vier- als dreidimensionales Werk. Goldsworthy dokumentierte den zwischen zwei und vier Tage andauernden Schmelzprozess auch mit Videos, aber Hauptbestandteil der Dokumentation sind die hochwertigen Fotografien, von denen er eine Vielzahl fertigte.
Trotz des plötzlichen wie überraschenden Erscheinens der Schneebälle hat dieses Projekt nur einen minimalen temporären Eingriff auf seine Umgebung, da dieser Effekt ebenso schnell verblasste wie die Existenz der Schneebälle andauerte. Damit weist sein Werk Ähnlichkeiten zu diversen anderen Land Art-Künstlern auf, beispielsweise Richard Long. Beide Künstler legen Wert auf die fotografische Dokumentation ihrer Werke sowie deren Verwitterungsprozesse. Die Publikationen in Buchform sind gewissermaßen „Stellvertreter“ der Werke, vor allem über die begrenzte Dauer ihrer Existenz hinaus.

## Dokumentation/Literatur
- Andy Goldsworthy: Midsummer Snowballs. Einführung von Judith Collins. Thames & Hudson, London 2001, ISBN 978-0-500-51065-0
  - Andy Goldsworthy: Sommerschnee. Einführung von Judith Collins. Aus dem Englischen von Waltraud Götting. Zweitausendeins, Frankfurt am Main 2002.